# 大久保輝臣
大久保 輝臣（おおくぼ てるおみ、1928年1月3日 - 1996年6月4日）は、日本のフランス文学者・翻訳家。元学習院大学教授。

## 人物・来歴
父は大久保偵次。東京出身。
1952年東京大学仏文科卒業。学習院大学助教授、教授。在職中に死去。

## 翻訳
- 『あべこべ人生』（アルマン・サラクルー、白水社、現代世界戯曲選集） 1954
- 『怖るべき親たち』（コクトー、鈴木力衛共訳、白水社、コクトー戯曲選集3） 1959
- 『ペン』（ピェール・バリエ,ジャン・ピェール・グレディ共作、白水社、現代フランス戯曲選集1） 1960
- 『うらおもて』（ジョルジュ・ヌヴー、白水社、現代フランス戯曲選集2） 1960
- 『腕ずく』（ジヤツク・ドヴァル、白水社、現代フランス戯曲選集3） 1961
- 『13の秘密』（ジョルジュ・シムノン、創元推理文庫） 1963
- 『瀕死の王』（ウジェーヌ・イヨネスコ、新潮社、現代フランス文学13人集2） 1965
- 『勝負の終り』（サミュエル・ベケット、新潮社、現代フランス文学13人集3） 1965
- 『きびしい冬』（レイモン・クノー、集英社、世界文学全集 20世紀の文学23） 1965
- 『ヴァスコの話』（ジョルジュ・シェアデ、豊崎光一共訳、白水社、今日のフランス演劇2） 1966
- 『山師トマ』（コクトー、中央公論社、世界の文学52 フランス名作集） 1966
- 『猿の惑星』（ピエール・ブール、創元推理文庫） 1968
- 『家なき子』（エクトル・マロ、福永武彦共訳、河出書房、少年少女世界の文学） 1968、のち文庫
- 『先生』（イヨネスコ、白水社、イヨネスコ戯曲全集1） 1969
- 『アメデ、あるいはどうやって厄介払いするか』（イヨネスコ、白水社、イヨネスコ戯曲全集2） 1969
- 『アルマ即興 / 瀕死の王さま』（イヨネスコ、白水社、イヨネスコ戯曲全集3） 1969
- 『戒厳令』（アルベール・カミュ、新潮社、新潮世界文学49 カミュ2） 1969
- 『ヴィオルヌの犯罪』（デュラス、竹内書店、デュラス戯曲全集2） 1969
- 『ノート・反ノート - 演劇論集』（イヨネスコ、白水社） 1970
- 『自尊心』（M・カモレッティ、小島亢共訳、白水社、現代世界演劇15 風俗劇） 1971
- 『雑記帳』（イヨネスコ、朝日出版社、朝日現代叢書） 1971
- 『アストゥリアスの反乱』（カミュ、新潮社、カミュ全集1） 1972
- 『アントワーヌ』（ジャン・アヌイ、白水社、現代世界演劇16 現代のクラシシズム） 1972
- 『尼僧への鎮魂歌 / オルメドの騎士 / ギロチン / 文芸評論,時事論文,その他小品』（カミュ、鷲見洋一,松崎芳隆共訳、新潮社、カミュ全集9） 1973
- 『過去の現在・現在の過去』（イヨネスコ、渋沢彰共訳、朝日出版社、朝日現代叢書） 1974
- 『リュクサンブール公園のアリス』（ワインガルテン、筑摩書房、筑摩世界文学大系85 現代劇集） 1974
- 『孤独な男』（イヨネスコ、宮崎守英共訳、白水社、新しい世界の文学） 1976
- 『発見』（E・イヨネスコ、新潮社、創造の小径） 1976
- 『南部 / 敵 / 影』（ジュリアン・グリーン、共訳、人文書院、ジュリアン・グリーン全集） 1981.12